# Stora Huvön
Stora Huvön (soms alleen Huvön genoemd) is een Zweeds eiland behorend tot de Kalix-archipel. Het eiland is per boot het best te benaderen via de oostkust: daar ligt een baai, die bescherming biedt tegen ruw weer. Aan de westkust van het eiland is de ontstaansgeschiedenis van het eiland in een notendop te zien. Kale rotskliffen steken direct vanuit zee naar boven; aan die kant bevinden zich ook de naamloze berg van ongeveer 50 meter hoogte en een ravijn. Het eiland heeft geen oeververbinding en is onbebouwd. Op het eiland is ook een oud labyrint aanwezig.